# Rosa Montero
Rosa Montero Gayo (Madrid, 3 gennaio 1951) è una scrittrice e giornalista spagnola.

## Biografia
Nata a Madrid nel 1951, dopo aver contratto la tubercolosi, ha dovuto trascorrere gran parte della sua infanzia a casa avvicinandosi così alla lettura fin da giovanissima.
Dopo la scuola secondaria all'Instituto Beatriz Galindo di Madrid, si è laureata in lettere e ha studiato giornalismo prima di iniziare a lavorare per alcune testate quali Bocaccio, Pueblo, Arriba, Garbo, Hermano Lobo.
La sua vasta produzione, iniziata nel 1979 con Crónica del desamor, comprende 16 romanzi, 2 raccolte di racconti, numerosi saggi, opere per l'infanzia e la giovinezza e novelle fantastiche e autobiografiche.
Nel 2009 muore il marito Pablo Lizcano. Quattro anni dopo, la editor di Seix Barral, Elena Ramirez, le propone di preparare un prologo per la pubblicazione dei diari di Marie Curie, scritti nei 12 mesi successivi alla morte del marito Pierre Curie. La lettura dei diari ha un forte impatto emotivo su Rosa Montero e la aiuterà ad elaborare il lutto. Questa esperienza la porterà alla stesura del libro "La ridicola idea di non vederti più: la storia di Marie Curie e la mia", un libro che racconta la storia di Marie Curie dal punto di vista della donna e della moglie, più che della scienziata.
Storica collaboratrice del quotidiano El País, nel corso della sua carriera ha ricevuto numerosi premi per la sua attività giornalistica e di scrittrice l'ultimo dei quali, in ordine di tempo, è stato il Premio nazionale delle Lettere Spagnole nel 2017.

## Opere principali

### Romanzi
- Crónica del desamor (1979)
- La función Delta (1981)
- Te trataré como a una reina (1983)
- Amado amo (1988)
- Temblor (1990)
- Bella y oscura (1993)
- La figlia del cannibale (La hija del caníbal, 1997), Milano, Frassinelli, 1999 traduzione di Silvia Meucci ISBN 88-7684-569-0.
- Il cuore del Tartaro (El corazón del tártaro), Milano, Frassinelli, 2001 traduzione di Michela Finassi Parolo ISBN 88-7684-663-8.
- La pazza di casa (La loca de la casa, 2003), Milano, Frassinelli, 2004 traduzione di Michela Finassi Parolo ISBN 88-7684-795-2.
- Storia del re trasparente (Historia del Rey Transparente, 2005), Milano, Frassinelli, 2006 traduzione di Michela Finassi Parolo ISBN 88-7684-908-4.
- Notturno di sole (Instrucciones para salvar el mundo, 2008), Milano, Salani, 2010 traduzione di Hado Lyria ISBN 978-88-6256-196-9.
- Lacrime nella pioggia (Lágrimas en la lluvia, 2011), Milano, Salani, 2012 traduzione di Claudia Marseguerra ISBN 978-88-6256-905-7.
- La ridicola idea di non vederti più: la storia di Marie Curie e la mia (La ridícula idea de no volver a verte, 2013), Milano, Ponte alle Grazie, 2019 traduzione di Bruno Arpaia ISBN 978-88-333-1104-3.
- El peso del corazón (2015)
- In carne e cuore (La carne, 2016), Milano, Salani, 2017 traduzione di Michela Finassi Parolo ISBN 978-88-93811-62-0.
- Los tiempos del odio (2018)

### Racconti
- Historias de mujeres (1995)
- Amantes y enemigos (1999)

### Letteratura per l'infanzia
- Il nido dei sogni (El nido de los sueños, 1991), Milano, Mondadori, 2002 traduzione di Michela Finassi Parolo ISBN 88-04-50219-3.
- Las barbaridades de Bárbara (1996)
- El viaje fantástico de Bárbara (1997)
- Bárbara contra el doctor Colmillos (1998)

### Saggi
- Periodismo y literatura (1973)
- España para ti para siempre (1976)
- Cinco años de país (1982)
- La vida desnuda (1994)
- Entrevistas (1996)
- Pasiones (1999)
- Estampas bostonianas y otros viajes (2002)
- Lo mejor de Rosa Montero (2005)
- El amor de mi vida (2011)
- Maneras de vivir (2014)
- Nosotras: Historias de mujeres y algo más (2018)

### Opere collettive
- Doce relatos de mujer (con undici autrici), 1982
- (ES) El puñal en la garganta, in Relatos urbanos, Alfaguara, 1994.
- (ES) AA.VV., Cuentos del mar, Ediciones B, 2001, ISBN 978-8440696922.
- (ES) Mañana todavía. Doce distopías para el siglo XXI, Juan Miguel Aguilera, Elia Barceló, Emilio Bueso, Laura Gallego, Rodolfo Martínez, José María Merino, Rosa Montero, Juan Jacinto Muñoz Rengel, Javier Negrete, Félix J. Palma, Marc Pastor y Susana Vallejo, Penguin Random House Grupo Editorial España, 2014, ISBN 9788415831457.

## Alcuni riconoscimenti
- Premio Nacional de Periodismo: 1981
- Premio Primavera de Novela: 1997 per La figlia del cannibale
- Premio Grinzane Cavour per la narrativa straniera: 2005 per La pazza di casa
- Premio nazionale delle Lettere Spagnole: 2017